# Trish Keenan
Patricia Anne Keenan (28 de septiembre de 1968 - 14 de enero de 2011),conocida como Trish Keenan, fue una compositora y cantante inglesa. En 1995 fundó la banda electrónica Broadcast al lado de James Cargill, de la que fue vocalista principal. La banda lanzó un total de cinco álbumes de estudio, incluidos The Noise Made by People (2000), Haha Sound (2003) y Tender Buttons (2005).
Keenan murió inesperadamente en enero de 2011 de neumonía, poco después de contraer gripe porcina mientras realizaba una gira por Australia con Broadcast.

## Primeros años de vida
Patricia Anne Keenan nació en Winson Green, una zona multicultural del centro de la ciudad en el oeste de Birmingham, Inglaterra. Tuvo cuatro hermanos: Malcolm, John, Maxine y Barbara. Fue criada por su madre, Zena,quien era trabajadora sexual. "No tengo ningún problema con que la gente me conozca o sepa cualquier detalle personal sobre mí", comentó Keenan. "He tenido una vida loca: fui criada por una prostituta".
Trish asistió a la escuela católica romana Archbishop Grimshaw, conocida en la actualidad como la escuela católica John Henry Newman. Estudió escritura creativa en la Universidad de Birmingham mientras trabajaba en su carrera musical. Después de graduarse, trabajó en diversos servicios de catering hasta que, a los 21 años, se mudó a Moseley, una región bohemia.

## Carrera
Tras mudarse a Moseley, Keenan formó un dúo musical llamado Hayward Winters. Poco después conoció a James Cargill en un club de la revival psicodélica de los años 60. Ambos iniciaron una relación de la que surgió una banda de folk, Pan Am Flight Bag. Sin embargo, la banda duró poco, solo realizó dos conciertos antes de reformarse en 1995 como Broadcast, un proyecto al que se unió el guitarrista Tim Felton, el baterista Steve Perkins y el tecladista Roj Stevens.
Con Broadcast, Keenan publicó un total de cinco álbumes de estudio, incluidos The Noise Made by People (2000), Haha Sound (2003) y Tender Buttons (2005); Trish escribió este último mientras su padre estaba muriendo de cáncer. En 2009, el grupo lanzó el álbum colaborativo, Broadcast and The Focus Group Investigate Witch Cults of the Radio Age, con The Focus Group, el proyecto musical del diseñador gráfico Julian House, quien también diseñó todas las portadas de los álbumes de Broadcast y dirigió algunos de sus videos.
Keenan vivió en Birmingham y sus alrededores durante toda su vida, y su carrera musical se desarrolló allí. En una entrevista con Billboard, dijo lo siguiente: "En verdad hay un tono decaído en Birmingham. La gente aquí definitivamente se subestima. En definitiva, hay una falta de confianza y casi una resignación y derrotismo entre los músicos aquí". 

## Arte

### Estilo musical
Trish poseía un rango vocal alto. Los críticos musicales señalaron su voz como "infantil" y "atractivamente distante", a menudo "entretejida con blandos sintetizadores analógicos, melodías pastorales y ritmos de estilo mod". En una reseña publicada en Spin en 2001, la voz y la instrumentación de Trish, junto con la de su compañero de banda, James Cargill, fueron comparados con estar "atrapados en un túnel temporal: el sonido de las fiestas de intercambio de esposas de los años 70 con pufs y niños infelices sirviendo salchichas en palitos". Keenan a menudo exploraba técnicas de recortes, inspiradas en parte por su interés en lo oculto.

### Presentaciones
Trish sufrió de miedo escénico al comienzo de su carrera y ganó cierta reputación por su "introversión shoegazing en el escenario". Sin embargo, a medida que la banda ganaba reconocimiento, su temor disminuyó. "Solía ponerme nerviosa durante todo el día del espectáculo, y ahora sólo sucede en el momento en que subo al escenario", dijo en una entrevista de 1998. "Cuando me escuchas cantar mi primera línea, siempre puedes darte cuenta de que tengo el corazón en la garganta. Encabezar conciertos me da confianza".

## Muerte
Durante una gira por Australia, justo antes de Navidad, Keenan contrajo el virus de la gripe porcina H1N1. El 14 de enero de 2011 se informó que había muerto en el hospital.El comunicado de Warp Records al respecto mencionaba: "Esta es una pérdida trágica e inoportuna, y extrañaremos muchísimo a Trish: una voz única, un talento extraordinario y un hermoso ser humano. Descanse en paz".
A las pocas horas de su muerte, se publicó un enlace en el Twitter de Broadcast a una mezcla de música psicodélica, folk y música de diversas partes del mundo que Trish había hecho para un amigo antes de partir para la gira de la banda por Australia. Poco después, se estrenó un cortometraje íntimo que Keenan grabó en Super 8 y que mostraba a los asistentes al festival Moseley Folk de 2007. Luego de su muerte, numerosos músicos hicieron homenajes a Keenan, entre ellos Toro y Moi, Graham Coxon de Blur y Colin Meloy de The Decemberists.

## Discografía

### Broadcast
- Work and Non Work (1997)
- The Noise Made by People (2000)
- Haha Sound (2003)
- Tender Buttons (2005)
- The Future Crayon (2006)
- Broadcast and The Focus Group Investigate Witch Cults of the Radio Age (2009)
- Berberian Sound Studio (2013, publicado de manera póstuma)
- Spell Blanket - Collected Demos 2006-2009 (2024, publicado de manera póstuma)

### Colaboraciones
- Prefuse 73 - "And I'm Gone" de Surrounded by Silence (2005)
- Prefuse 73 - "The Only Trial of 9000 Suns" from The Only She Chapters (2011, publicado de manera póstuma)[16]